# Hrvatski nogometni kup 2016/17
Der Hrvatski nogometni kup 2016/17 war der 26. Wettbewerb um den kroatischen Fußballpokal nach der Loslösung des kroatischen Fußballverbandes aus dem jugoslawischen Fußballverband.
HNK Rijeka setzte sich im Finale gegen Dinamo Zagreb durch. Es war Rijekas vierter Pokalsieg im unabhängigen Kroatien und der sechste insgesamt.

## Modus
Bis auf das Halbfinale wurden die Sieger in einem Spiel ermittelt. Stand es nach der regulären Spielzeit von 90 Minuten unentschieden, kam es zur Verlängerung von zweimal 15 Minuten und falls danach immer noch kein Sieger feststand zum Elfmeterschießen.
Das Halbfinale wurde in Hin- und Rückspiele ausgetragen. Bei gleicher Anzahl an Toren aus beiden Spielen kam die Mannschaft weiter, die auswärts mehr Tore erzielt hatte. Herrschte auch hier Gleichstand, kam auch hier zunächst eine Verlängerung und falls erforderlich ein Elfmeterschießen zur Ermittlung des Siegers.

## Teilnehmer
An der Vorrunde
- 21 Sieger des Bezirkspokals
- 11 Finalisten des Bezirkspokals aus den Fußballverbänden mit der größten Anzahl registrierter Fußballclubs

| Bezirk              | Sieger                | Finalist            |
| ------------------- | --------------------- | ------------------- |
| Bjelovar-Bilogora   | NK Bjelovar           |                     |
| Brod-Posavina       | NK Marsonia           | NK Oriolik          |
| Dubrovnik-Neretva   | NK Neretvanac Opuzen  |                     |
| Istrien             | NK Novigrad           | NK Veli Vrh         |
| Karlovac            | NK Karlovac           |                     |
| Koprivnica-Križevci | NK Podravac Virje     | NK Koprivnica       |
| Krapina-Zagorje     | NK Zagorec Krapina    |                     |
| Lika-Senj           | NK Otočac             |                     |
| Međimurje           | Međimurje Čakovec     | Međimurec Dunjkovec |
| Osijek-Baranja      | NK Croatia Đakovo     | NK BSK Bijelo Brdo  |
| Požega-Slawonien    | NK Slavija Pleternica |                     |

| Bezirk               | Sieger                       | Finalist             |
| -------------------- | ---------------------------- | -------------------- |
| Primorje-Gorski      | NK Krk                       |                      |
| Sisak-Moslavina      | NK Libertas Novska           | NK Lekenik           |
| Split-Dalmatien      | NK Solin                     |                      |
| Šibenik-Knin         | NK Zagora Unešić             |                      |
| Varaždin             | NK Jalžabet                  | NK Varaždin 1        |
| Virovitica-Podravina | HNK Suhopolje                | NK Pitomača          |
| Vukovar-Syrmien      | NK Vukovar ’91               | NK Slavonija Soljani |
| Zadar                | HNK Primorac Biograd na Moru |                      |
| Stadt Zagreb         | NK Rudeš                     | NK Kustošija Zagreb  |
| Zagreb               | HNK Gorica                   | NK Samobor           |

Am Sechzehntelfinale
- Die 16 punktbesten Vereine der Fünfjahres-Pokalwertung. (63 Punkte für den Pokalsieger, 31 für den unterlegenen Finalisten, 15 für die Halbfinalisten, 7 für die Viertelfinalisten, 3 für die Achtelfinalisten und 1 Punkt für die Sechzehntelfinalisten.)

| - 1. Dinamo Zagreb (223) - 2. Hajduk Split (95) - 3. HNK Rijeka (93) - 4. NK Osijek (55) | - 5. NK Slaven Belupo (51) - 6. Cibalia Vinkovci (51) - 7. Lokomotiva Zagreb (39) - 8. NK Istra 1961 (39) | - 09. RNK Split (37) - 10. NK Zagreb (29) - 11. NK Zadar (22) - 12. NK Vinogradar Lokošin Dol (17) | - 13. Inter Zaprešić (15) - 14. NK GOŠK Dubrovnik (10) - 15. HNK Šibenik (9) - 16. NK Zelina (8) |

## Ergebnisse

### Vorrunde
| Datum      |                              | Ergebnis              |                       |
| ---------- | ---------------------------- | --------------------- | --------------------- |
| 20.08.2016 | HNK Primorac Biograd na Moru | 2:2 n. V. (3:5 i. E.) | NK Jalžabet           |
| 20.08.2016 | NK Bjelovar                  | 1:0                   | NK Marsonia           |
| 23.08.2016 | NK Novigrad                  | 3:1                   | NK Kustošija Zagreb   |
| 23.08.2016 | NK Podravac Virje            | 0:5                   | NK Krk                |
| 23.08.2016 | NK Slavonija Soljani         | 2:3                   | NK Varaždin           |
| 23.08.2016 | HNK Gorica                   | 1:1 n. V. (3:4 i. E.) | NK BSK Bijelo Brdo    |
| 24.08.2016 | NK Neretvanac Opuzen         | 4:0                   | HNK Suhopolje         |
| 24.08.2016 | NK Solin                     | 4:1                   | NK Zagora Unešić      |
| 24.08.2016 | Međimurje Čakovec            | 7:0                   | NK Karlovac           |
| 24.08.2016 | NK Rudeš                     | 3:1                   | NK Oriolik            |
| 24.08.2016 | NK Zagorec Krapina           | 0:2                   | NK Veli Vrh           |
| 24.08.2016 | NK Pitomača                  | 2:4                   | NK Slavija Pleternica |
| 24.08.2016 | NK Samobor                   | 3:0                   | Međimurec Dunjkovec   |
| 24.08.2016 | NK Croatia Đakovo            | 0:0 n. V. (3:2 i. E.) | NK Koprivnica         |
| 24.08.2016 | NK Lekenik                   | 0:4                   | NK Vukovar ’91        |
| 24.08.2016 | NK Libertas Novska           | 4:1                   | NK Otočac             |

### Sechzehntelfinale
| Datum      |                       | Ergebnis              |                           |
| ---------- | --------------------- | --------------------- | ------------------------- |
| 20.09.2016 | NK Veli Vrh           | 0:5                   | Dinamo Zagreb             |
| 20.09.2016 | NK Krk                | 1:2                   | Lokomotiva Zagreb         |
| 20.09.2016 | NK Samobor            | 1:6 n. V.             | Cibalia Vinkovci          |
| 20.09.2016 | NK BSK Bijelo Brdo    | 2:3                   | Inter Zaprešić            |
| 20.09.2016 | Međimurje Čakovec     | 1:2 n. V.             | HNK Šibenik               |
| 21.09.2016 | NK Jalžabet           | 0:6                   | Hajduk Split              |
| 21.09.2016 | NK Croatia Đakovo     | 0:3                   | HNK Rijeka                |
| 21.09.2016 | NK Varaždin           | 2:2 n. V. (2:4 i. E.) | NK Slaven Belupo          |
| 21.09.2016 | NK Vukovar ’91        | 1:4                   | NK Osijek                 |
| 21.09.2016 | NK Slavija Pleternica | 1:2                   | RNK Split                 |
| 21.09.2016 | NK Neretvanac Opuzen  | 1:3                   | NK Istra 1961             |
| 21.09.2016 | NK Bjelovar           | 4:0                   | NK Zagreb                 |
| 21.09.2016 | NK Solin              | 1:0                   | NK Zadar                  |
| 21.09.2016 | NK Libertas Novska    | 2:5                   | NK Vinogradar Lokošin Dol |
| 21.09.2016 | NK Rudeš              | 3:0                   | NK GOŠK Dubrovnik         |
| 21.09.2016 | NK Novigrad           | 4:0                   | NK Zelina                 |

### Achtelfinale
| Datum      |                           | Ergebnis  |                   |
| ---------- | ------------------------- | --------- | ----------------- |
| 25.10.2016 | NK Bjelovar               | 1:2       | Dinamo Zagreb     |
| 25.10.2016 | NK Novigrad               | 0:1       | NK Slaven Belupo  |
| 25.10.2016 | NK Istra 1961             | 1:3 n. V. | RNK Split         |
| 26.10.2016 | NK Solin                  | 1:2       | Hajduk Split      |
| 26.10.2016 | NK Rudeš                  | 3:5 n. V. | HNK Rijeka        |
| 26.10.2016 | HNK Šibenik               | 1:2       | NK Osijek         |
| 26.10.2016 | NK Vinogradar Lokošin Dol | 1:2       | Lokomotiva Zagreb |
| 26.10.2016 | Inter Zaprešić            | 1:0       | Cibalia Vinkovci  |

### Viertelfinale
| Datum      |                   | Ergebnis  |                  |
| ---------- | ----------------- | --------- | ---------------- |
| 29.11.2016 | Lokomotiva Zagreb | 1:3       | HNK Rijeka       |
| 30.11.2016 | Inter Zaprešić    | 0:1       | Dinamo Zagreb    |
| 30.11.2016 | RNK Split         | 2:1 n. V. | Hajduk Split     |
| 30.11.2016 | NK Osijek         | 1:0       | NK Slaven Belupo |

### Halbfinale
Die Hinspiele fanden am 1. März 2017 statt, die Rückspiele am 14. März 2017. (NK Osijek – HNK Rijeka am 15. März 2017)
|               | Gesamt |           | Hinspiel | Rückspiel |
| ------------- | ------ | --------- | -------- | --------- |
| Dinamo Zagreb | 6:0    | RNK Split | 6:0      | 0:0       |
| HNK Rijeka    | 5:1    | NK Osijek | 3:1      | 2:0       |

### Finale
| Dinamo Zagreb                                       | Dinamo Zagreb | HNK Rijeka | HNK Rijeka |
| --------------------------------------------------- | --- | --- | ---------- |
| Dinamo Zagreb                                       | \| 31. Mai 2017 in Varaždin (Stadion Anđelko Herjavec) \| \| Ergebnis: 1:3 (1:1) \| \| Zuschauer: 8.183 \| \| Schiedsrichter: Ante Vučemilović-Šimunović \| \| Spielbericht \|                                                                             | \| 31. Mai 2017 in Varaždin (Stadion Anđelko Herjavec) \| \| Ergebnis: 1:3 (1:1) \| \| Zuschauer: 8.183 \| \| Schiedsrichter: Ante Vučemilović-Šimunović \| \| Spielbericht \|                                                                                     | HNK Rijeka |
| Dinamo Zagreb                                       | Danijel Zagorac – Alexandru Mățel, Josip Pivarić, Gordon Schildenfeld, Marko Lešković (53. Vinko Soldo) – Dani Olmo, Domagoj Pavičić, Armin Hodžić (75. Ángelo Henríquez), Paulo Machado – Amer Gojak (59. Samir), Hilal Soudani Cheftrainer: Iwajlo Petew | Andrej Prskalo – Stefan Ristovski (85. Leonard Žuta), Marko Vešović, Dario Župarić, Josip Elez – Filip Bradarić, Roman Bezjak, Josip Mišić, Mario Gavranović – Franko Andrijašević (60. Mate Maleš), Alexander Gorgon (73. Dario Čanađija) Cheftrainer: Matjaž Kek | HNK Rijeka |
| Dinamo Zagreb                                       | 1:1 Dani Olmo (37.) | 0:1 Mario Gavranović (24.) 1:2 Mario Gavranović (46.) 1:3 Dario Župari (73.) | HNK Rijeka |
| Dinamo Zagreb                                       | Pivarić (30.), Hodžić (43.), Henríquez (79.) | Vešović (28.), Elez (36.), Ristovski (39.), Andrijašević (51.), Bradarić (89.) | HNK Rijeka |
| 31. Mai 2017 in Varaždin (Stadion Anđelko Herjavec) | | |            |
| Ergebnis: 1:3 (1:1)                                 | | |            |
| Zuschauer: 8.183                                    | | |            |
| Schiedsrichter: Ante Vučemilović-Šimunović          | | |            |
| Spielbericht                                        | | |            |

## Torschützenliste
| Pl. | Name             | Mannschaft                | Tore |
| --- | ---------------- | ------------------------- | ---- |
| 01. | Mario Gavranović | HNK Rijeka                | 7    |
| 02. | Armin Hodžić     | Dinamo Zagreb             | 5    |
| 02. | Mateo Topić      | NK Rudeš                  | 5    |
| 04. | Ivan Pešić       | RNK Split                 | 4    |
| 04. | Željko Štulec    | NK Vinogradar Lokošin Dol | 4    |